# Bacteria ambigua
Bacteria ambigua är en insektsart som först beskrevs av Brunner von Wattenwyl 1907.  Bacteria ambigua ingår i släktet Bacteria och familjen Diapheromeridae. Inga underarter finns listade.